# Boi-1da
Boi-1da, właściwie  Matthew Jehu Samuels (ur. 12 października 1986 w Kingston, Jamajka) – kanadyjski producent muzyczny i autor tekstów, współpracujący głównie z raperami.
Produkował utwory takim wykonawcom i grupom muzycznym jak: Nas, Kendrick Lamar, Jay-Z, Nicki Minaj, Kardinal Offishall, Clipse, Drake, Eminem, G-Unit czy Lil Wayne.

## Życiorys
Matthew Samuels urodził się 12 października 1986 roku w Kingston na Jamajce, przeniósł się do Kanady w wieku pięciu lat. Trzy lata później, mama kupiła mu keyboard Casio. Gdy był nastolatkiem, tworzył podkłady muzyczne w programie FL Studio.

## Styl muzyczny
Boi-1da zwykle nie używa sampli. Inspiruje się producentami takimi jak: Dr. Dre, Swizz Beatz, Timbaland czy The Neptunes. Producent utworu „Not Afraid”, wydanego 29 kwietnia 2010 roku, który był pierwszym singlem z siódmego solowego albumu Eminema pt. Recovery.